# 張禎 (羽毛球教練)
張禎（1909年—1983年），男，遼寧人，臺灣羽毛球教練、羽球運動推動者，其門下曾出過多位羽球國手、國家隊教練，因而有「臺灣羽球之父」之譽。藝人張晨光為其孫。

## 生平
張禎來自遼寧，為空軍足球運動員，在就讀東北體專期間首次接觸羽球，然當時認為「只有女生才玩羽球」:91。張禎與家人隨國軍來到臺灣後在基隆中學教授體育，由於校內羽球風氣興盛，他亦因經人指點而愛上羽球。1958年，經西螺中學教務主任引介前往西螺中學任教，並著手推廣羽球運動；1961年，西螺中學羽球隊成立，成員有學校教職員工及學生。
臺灣羽壇早年由印尼、馬來西亞等東南亞僑生稱霸，在張禎於西螺中學積極推廣羽球運動後，西螺中學培養出許多羽球好手，才逐漸打破此一局面:79，其門下選手在全國賽佔有一席之地，亦曾出現單屆全國公開賽包攬全部單項冠軍紀錄:91，這些選手之中也有多位在日後成為甲組球隊、國家隊教練，如台電教練侯賢哲、中油教練劉漢嘉、國家隊教練翁坤榮、廖焜福、紀世清等:92。1974年9月，張禎奉令退休，其學生程峻彥接掌西螺國中教練後，亦培育出甘榮益、李謀周等日後在臺灣羽壇活躍之選手及教練:45。張禎在西螺地區推廣羽球以來，西螺出身之選手在臺灣羽壇稱霸十來年，遂有「西螺幫」之稱，西螺在當時亦有臺灣「羽球王國」名號。
1974年，張禎所著之《西螺中學少年羽球史話》一書出版，書中記述其於西螺中學推展羽球的過程與想法:2。

## 家庭
張禎有一孫張晨光為藝人；女婿吳炳炎出自空軍官校，曾於中国抗日战争時親歷兩次對日空戰。

## 紀念
1998年，張禎的學生為紀念張禎與其對西螺羽球之貢獻而雕塑張禎半身銅像，並於雲林縣立羽球館建成後立於館前，銅像下有「羽球之父-張禎老師銅像」字樣。
2004年，西螺國中為紀念張禎而舉辦「張禎盃全國國中組羽球錦標賽」，後稱「張禎盃全國青少年羽球錦標賽」。

## 著作
- 《西螺中學少年羽球史話》（1974年，中華民國羽球協會）[3]:2[10]